# Lepanthes orbella
Lepanthes orbella är en orkidéart som beskrevs av Carlyle August Luer. Lepanthes orbella ingår i släktet Lepanthes och familjen orkidéer.
Artens utbredningsområde är Costa Rica. Inga underarter finns listade i Catalogue of Life.